# Henry Darger
Henry Darger (Chicago, 12 de abril de 1892 – Chicago, 13 de abril de 1973) foi um escritor e ilustrador dos Estados Unidos, de carácter reclusivo que viveu como um desconhecido em Chicago trabalhando na área da limpeza. A sua maior obra foi um manuscrito do género fantástico com 15.145 páginas intitulado The Story of the Vivian Girls, in What is Known as the Realms of the Unreal, of the Glandeco-Angelinian War Storm, Caused by the Child Slave Rebellion, juntamente com uma série de várias centenas de aquarelas e desenhos que serviam como ilustração a dita história. Trata-se da obra de ficção de maior tamanho jamais escrita.
Descoberta após a sua morte, a obra de Darger tornou-se num dos mais celebrados exemplos de arte bruta.